# Interstate 75 (Tennessee)
Cet article traite d'une section intra-État de l'autoroute. Pour l'article traitant de l’autoroute au complet, référez-vous à Interstate 75.
L'interstate 75 au Tennessee est segment de l'Interstate 75, autoroute inter-États nord-sud majeure dans l'est des États-Unis. L'interstate 75 relie la Floride au Canada, à Sault Ste. Marie, en passant notamment par Tampa, Atlanta et Détroit.
Dans sa section au Tennessee, l'autoroute dessert la partie orientale de l'État, reliant les deux plus grandes agglomérations urbaines de l'Est du Tennessee, soit Chattanooga et Knoxville. Elle traverse le territoire vallonné des Appalaches, avec une section plus montagneuse et accidentée dans le Nord de l'État. Elle possède une longueur de 260 kilomètres (162 miles) dans l'État, et est l'une des deux seules autoroutes à traverser l'entièreté de l'État du Nord au Sud, avec l'Interstate 65, et l'Interstate 69 dans un futur proche,.

## Description du tracé

### Au Sud de l'Interstate 40
L'interstate 75 arrive au Tennessee par le sud en provenance de la Géorgie, notamment d'Atlanta, située environ 100 miles au sud-sud-est. Dès son arrivée au Tennessee, elle devient une grand artère nord-sud de la ville de Chattanooga, principale ville du sud-est de l'État. Deux miles au nord de la frontière, elle croise l'Interstate 24, qui donne accès à Nashville et au centre-ville de Chattanooga, et courbe vers le nord-est. Cet échangeur est d'ailleurs le terminus Est de l'interstate 24. L'I-75 quitte la ville par le nord-est, en étant une large autoroute à 8 voies, et devient le principal axe de transport nord-sud du Tennessee oriental. Passant à une autoroute à 4 voies typique, elle se dirige vers le nord-est en traversant quelques sommets et passes montagneuses des Appalaches entre Chattanooga et Cleveland, près du mile 25, puis poursuit sa course vers le nord-est en entrant dans la Great Valley des Appalaches, où elle se dirige dans un axe parallèle aux axes montagneux de la région, tout en étant à une altitude relativement peu élevée. Elle traverse ce territoire pour les 60 prochains miles, en passant près de quelques communautés rurales, notamment Athens au mile 49 et Sweetwater au mile 60. Au mile 80, elle passe au nord de Lenoir City, et 4 miles au nord, elle croise l'Interstate 40, principale autoroute est-ouest de l'État. Elle entre par le fait même dans la grande agglomération de Knoxville, troisième ville en importance de l'État après Memphis et Nashville. 

### Corridor urbain de Knoxville
Le parcours de l'interstate 75 côtoie celui de l'interstate 40 pour une distance d'environ 17 miles, les deux autoroutes formant un chevauchement sur un même tronçon autoroutier. Ce tronçon est très emprunté, car il s'agit du seul segment autoroutier à la fois est-ouest (I-40) et nord-sud (I-75) de cette portion de l'État. Les numéros de sortie ainsi que les balises de distance suivent ceux de l'interstate 40 pour ce segment
Dans ce segment, les autoroutes traversent les banlieues situées à l'Ouest de Knoxville, notamment Farragut. Au mile 376, il y a une intersection avec l'I-140, donnant accès aux villes de Oak Ridge et de Maryville. Par la suite, plusieurs échangeurs donnent accès au secteur résidentiel de l'Ouest de Knoxville. C'est au mile 385 de l'Interstate 40 (équivalent au mile 101 de l'I-75) que cette dernière quitte les voies de l'I-40 en se dirigeant vers le nord.

### Au Nord de l'Interstate 40
Une fois le chevauchement 40/75 passé, l'interstate 75 forme un autre chevauchement, cette fois avec l'interstate 640, qui agit comme autoroute de contournement au Nord de Knoxville. Les deux autoroutes sont en chevauchement pour environ 3 miles, passant dans le secteur nord-ouest de Knoxville, à environ 4 kilomètres au nord-ouest du centre-ville. Au mile 4 de la I-640 (équivalent au mile 105 de la I-75), l'interstate 75 bifurque vers le Nord-ouest en quittant le centre urbanisé de Knoxville. Au mile 112, elle passe à l'est de Powell, puis tombe dans une région plus escarpée et montagneuse. L'autoroute demeure tout de même dans les zones basses et coupe à travers les vallées situées entre les flancs de montagnes. Elle continue sa course vers le nord-ouest en passant près de Norris au mile 122 et en passant à l'ouest du lac Norris près du mile 129. Pour les prochains miles, l'interstate 75 possède quelques pentes et courbes plutôt serrées, passant au sud-ouest de Jacksboro et de La Follette. Près du mile 146, l'autoroute tourne vers le nord-est pour suivre la vallée de la rivière Cumberland, se déversant vers le nord. Au mile 160, elle possède son dernier échangeur au Tennessee, donnant accès à la petite communauté de Jellico, puis 2 miles au Nord, elle traverse la frontière entre le Tennessee et le Kentucky.

## Historique

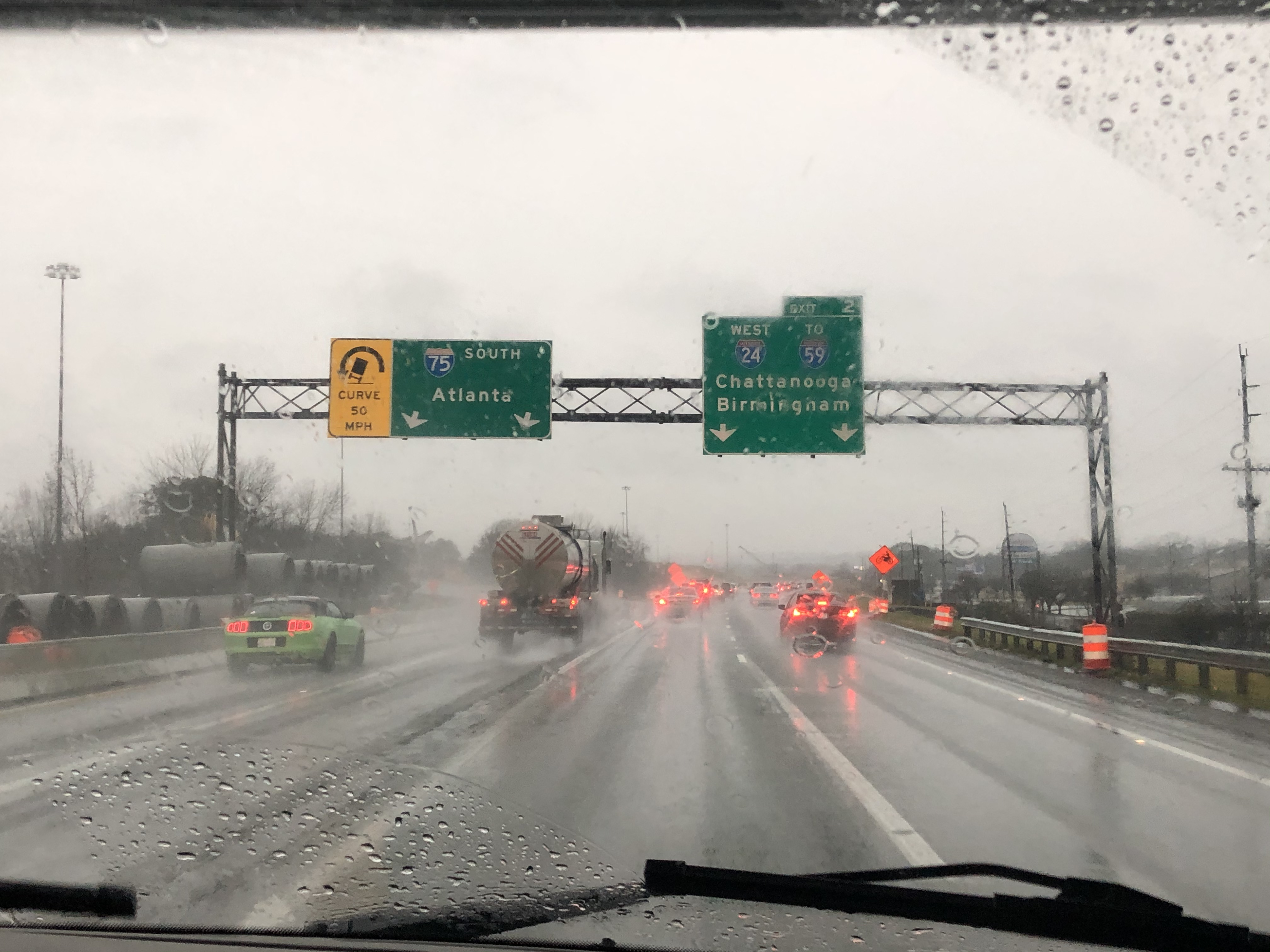
L'interstate 75 direction sud à l'approche de l'échangeur avec l'Interstate 24, à Chattanooga.

Les deux premiers segments de l'interstate 75 à entrer en opération dans l'État ont été près des centres de Chattanooga et de Knoxville. Ces sections ont été ouvertes à la circulation en 1955 et en 1954, respectivement. La section au nord-est de Chattanooga commença à être construite en 1956, avec quelques courts prolongements de la route. La route actuelle en chevauchement avec l'interstate 40 a été ouverte en 1961. La route fut complétée dans Chattanooga en 1963, et dans cette même année, un petit tronçon dut compléter entre Jellico et la frontière du Kentucky. Plusieurs segments ont été ouverts entre 1964 et 1966 près de Knoxville, près de Lenoir City, dans le comté de Campbell, et près de Rocky Top et de Caryville.
Le 22 octobre 1968, la section entre les miles 134 et 160 dans le Nord-Est de l'État fut complétée. Dans le comté de Bradley, une section prit 5 ans à construire, et fut terminée en 1972. Un tronçon de 6 miles au sud de Rocky Top, entre les miles 122 et 128, fut ouvert en 1973. Dans la prochaine année, les derniers segments furent construits ouverts, faisant en sorte que l'interstate 75 fut complète au Tennessee en 1974.
Avant 1980, l'interstate 75 suivait le tracé actuel des interstates 40 et 275, passant dans le centre-ville de Knoxville. La route fut déviée en empruntant la section de l'interstate 640 au nord-ouest de la ville pour diminuer la congestion dans le centre-ville en préparation à l'Exposition spécialisée de 1982. Ce chevauchement est inhabituel puisque les numéros de sorties et les balises de distance suivent ceux de l'interstate 640, et non de l'autoroute maîtresse, soit l'interstate 75.
Au milieu des années 1980, la partie à l'ouest de Knoxville fut élargie de 4 à 6 voies. À Chattanooga, l'élargissement de 6 à 8 voies prit part au début des années 1990. Entre 1998 et 2010, l'autoroute fut élargie au fut et à mesure au nord-est de Chattanooga, jusqu'au mile 13. Entre 2018 et 2021, l'échangeur entre les interstates 75 et 24 fut complètement reconstruit au coût de $ 133,5 millions USD. Par la suite, plusieurs projets d'élargissement ont eu lieu près de Cleveland, Philadelphia et Lenoir City pour élargir l'autoroute de 4 à 6 voies.
Près du mile 40, entre Athens et Cleveland, une section de l'interstate 75 est reconnue pour la formation de brouillard de radiation (ou de vallée) pouvant être particulièrement dense au petit matin. La formation de brouillard semble être favorisée par la topographie et le rejet de particules fines provenant de nombreuses industries situées au nord-est de Chattanooga. Une série d'accidents et de carambolages impliquant près d'une centaine de véhicules au total sont survenus dans la fin des années 1970, à peine quelques années après l'ouverture du segment. Le pire accident est survenu le 5 novembre 1978, impliquant 62 véhicules et blessant 46 personnes, sur le pont de la rivière Hiwassee. À la suite d'un autre carambolage en 1979, tuant trois personnes, le département des transports du Tennessee installa plusieurs panneaux de signalisations avec lumières avisant si les conditions météorologiques se détériorent. Aucun autre accident sérieux n'est survenu dans les 11 prochaines années, soit jusqu'en 1990, où, le 11 décembre, un carambolage monstre impliquant 99 véhicules causa la mort de 12 personnes et blessa 56 personnes, près de Calhoun. Plusieurs investigations ont mené à des poursuites judiciaires, notamment contre la compagnie Bowater, blâmée pour rejeter de la vapeur d'eau dans l'environnement, ainsi que le gouvernement des transports du Tennessee, blâmés pour ne pas avoir fait assez d'actions pour prévenir ces accidents de survenir. Il a été prouvé que les panneaux de signalisation à lumières ne fonctionnaient pas le jour du désastre. Par la suite, plusieurs éléments visuels ont été refaits et installés pour améliorer la visibilité, en plus d'installer un système de détection automatisée de brouillard et limite de vitesse variable, qui fut opérationnel en 1993. En 2006, une amélioration coûtant $ 6,6 millions USD pour y installer des caméras de surveillance.
Au nord de Knoxville, la traversée de la section des monts Cumberland posa de nombreuses difficultés. En 2005, les voies en direction sud ont été bloquées par des glissements rocheux, causant l'affaissement de l'asphalte. En 2012, un événement similaire s'est produit au même endroit, où quelques glissements de terrain sont survenus. En 2016, près de Caryville (mile 134), un autre glissement rocheux causa la fermeture de l'autoroute.
En 1994, des inondations près de la rivière Tennessee ont causé le déferlement d'une barge, frappant les piliers des ponts de la U.S. Route 11 et de l'interstate 75, ne causant aucun dommage excessif aux structures. L'autoroute a été fermée en prévision de la collision. Le 1er avril 2019, la partie de l'interstate 75 passant au-dessus d'une bretelle de l'interstate 24 s'affaissa, causant un blessé et bloquant le trafic pour plusieurs heures. Le pont datait de 1959, et le simple âgisme de la structure l'a rendue plus vulnérable à un affaissement.

## Autoroute auxiliaire
Au Tennessee, l'interstate 75 ne possède qu'une seule autoroute auxiliaire.
- L'interstate 275 est une autoroute connective entre le centre-ville de Knoxville et la voie de contournement de la ville, soit les interstates 75 et 640.

## Aire de service
Au Tennessee, une seule aire de service est disponible aux abords de l'interstate 75, soit à la hauteur du mile 44 au sud-ouest de Athens.

## Disposition des voies
De la frontière Géorgienne au mile 2, soit à la hauteur de l'intersection avec l'interstate 24, l'interstate 75 possède 6 voies (3-3). Entre les miles 2 et 11, au nord-est de Chattanooga, elle possède 8 voies (4-4), puis devient rapidement une autoroute typique à 4 voies (2-2), et ce, jusqu'au mile 84, à sa jonction avec l'interstate 40. Sur le chevauchement avec l'interstate 40, l'autoroute comprend 6 voies (3-3) jusqu'à la sortie 374 à Farragut, puis 8 voies (4-4) jusqu'à la sortie 383. Un petit tronçon entre les miles 383 et 386, à l'ouest de Knoxville, comprend 10 voies (5-5). Dans la section au nord-ouest de Knoxville, en chevauchement avec l'interstate 640, l'autoroute est d'une largeur de 6 voies (3-3). Elle maintient ce statut jusqu'au mile 112, où elle redevient une autoroute typique à 4 voies (2-2), et ce, jusqu'à la frontière avec le Kentucky.

## Liste des échangeurs
| Liste des échangeurs de l'Interstate 75 au Tennessee | Liste des échangeurs de l'Interstate 75 au Tennessee | Liste des échangeurs de l'Interstate 75 au Tennessee | Liste des échangeurs de l'Interstate 75 au Tennessee | Liste des échangeurs de l'Interstate 75 au Tennessee                                     | Liste des échangeurs de l'Interstate 75 au Tennessee |
| Emplacement | Mile                                                 | km                                                   | #                                                    | Intersection/Destinations                                                                | Notes |
| --- | ---------------------------------------------------- | ---------------------------------------------------- | ---------------------------------------------------- | ---------------------------------------------------------------------------------------- | --- |
| Frontière Tennessee-Géorgie | 0,00                                                 | 0,00                                                 | I-75 sud – Atlanta (GA)                              | I-75 sud – Atlanta (GA)                                                                  | Extrémité sud de l'interstate 75 au Tennessee; Atlanta se situe 105 miles (169 km) au sud-sud-est                                                                                     |
| East Ridge | 0,32                                                 | 0,51                                                 | 1                                                    | US-41, US-76 (Ringgold Rd.) – East Ridge, Ringgold (GA)                                  | Extrémité nord du remplacement du tracé de la U.S. Route 41 pour l'interstate 75, entre Miami et ce point                                                                             |
| Chattanooga | 1,44                                                 | 2,32                                                 | 2                                                    | I-24 ouest, vers I-59 sud – Chattanooga Centre, Nashville, Birmingham (AL)               | Extrémité sud du chevauchement (non-signalisée) entre l'interstate 75 et la U.S. Route 74; Terminus est de l'interstate 24, débutant en Illinois; Sortie 185AB de l'interstate 24     |
| Chattanooga | 3,51                                                 | 5,65                                                 | 3AB                                                  | TN-320 (E. Brainerd Rd.)                                                                 | En direction nord, la sortie est numérotée 3A (vers l'est) et 3B (vers l'ouest) |
| Chattanooga | 4,24                                                 | 6,82                                                 | 4                                                    | TN-153 nord – Aéroport Métropolitain de Chattanooga, Red Bank, Soddy-Daisy               | |
| Chattanooga | 5,10                                                 | 8,21                                                 | 4A                                                   | Hamilton Place Blvd.                                                                     | Sortie direction nord seulement; Accès au Hamilton Place Mall |
| Chattanooga | 5,69                                                 | 9,16                                                 | 5                                                    | Shallowford Rd.                                                                          | |
| Chattanooga | 7,53                                                 | 12,12                                                | 7                                                    | US-11 sud, US-64 ouest (Lee Highway), TN-317 (Bonny Oaks Rd.) – Collegedale              | Extrémité sud du chevauchement avec les U.S. Route 11 et 64; En direction nord, sortie numérotée 7A (direction est) et 7B (direction ouest)                                           |
| Chattanooga | 9,05                                                 | 14,56                                                | 9                                                    | TN-317 (Apison Pike), Volkswagen Dr. – Ooltewah, Collegedale                             | |
| Chattanooga | 11,66                                                | 18,76                                                | 11                                                   | US-11 est, US-64 est – Ooltewah, McDonald                                                | Extrémité nord du chevauchement avec les U.S. Route 11 et 64 |
| Cleveland | 20,52                                                | 33,02                                                | 20                                                   | US-64 Bypass, US-74 est (non-signalisée) – Cleveland, Parksville, Ducktown               | Extrémité nord du chevauchement avec la US-74 |
| Cleveland | 25,05                                                | 40,31                                                | 25                                                   | TN-60 – Cleveland, Dayton, Hopewell, Parksville, Ducktown                                | |
| Cleveland | 26,80                                                | 43,13                                                | 27                                                   | Paul Huff Pkwy. – Cleveland                                                              | |
| | 32,83                                                | 52,83                                                | 33                                                   | TN-308 – Charleston, Brittsville                                                         | Extrémité sud du corridor de visibilité et de luminosité accrues en raison de fréquents brouillards                                                                                   |
| 35,00 | 56,40                                                | Traversée de la rivière Hiwassee                     | Traversée de la rivière Hiwassee                     | Traversée de la rivière Hiwassee                                                         | |
| 36,09 | 58,08                                                | 36                                                   | TN-163 – Calhoun, Big Spring                         |                                                                                          | |
| Riceville | 42,31                                                | 68,09                                                | 42                                                   | TN-39 (Riceville Rd.) – Riceville                                                        | Extrémité nord du corridor de visibilité et de luminosité accrues en raison de fréquents brouillards                                                                                  |
| Athens | 48,79                                                | 78,52                                                | 49                                                   | TN-30 – Athens, Etowah, Englewood, Decatur                                               | |
| | 52,17                                                | 83,96                                                | 52                                                   | TN-305 (Mount Verd Rd.) – Athens, Ten Mile                                               | |
| 56,13 | 90,33                                                | 56                                                   | TN-309 – Niota                                       |                                                                                          | |
| Sweetwater | 60,61                                                | 97,54                                                | 60                                                   | TN-68 – Sweetwater, Madisonville, Spring City, Ducktown                                  | |
| Sweetwater | 62,78                                                | 101,03                                               | 62                                                   | TN-322 (Oakland Rd.) – Sweetwater, Venore                                                | |
| Philadelphia | 68,76                                                | 110,66                                               | 68                                                   | TN-323 – PHiladelphia                                                                    | |
| Loudon | 72,15                                                | 116,11                                               | 72                                                   | TN-72 – Loudon, Rockwood                                                                 | |
| | 76,69                                                | 123,42                                               | 76                                                   | TN-324 (Sugar Limb Rd.) – Loudon, Lenoir City                                            | |
| Lenoir City | 81,48                                                | 131,13                                               | 81                                                   | US-321, vers US-70 et TN-95 – Lenoir City, Maryville, Oak Ridge                          | |
| | 84,64                                                | 136,21                                               | 84B                                                  | I-40 ouest – Nashville, Memphis                                                          | Sortie 368 de l'interstate 40; Extrémité sud-ouest du chevauchement entre les interstates 75 et 40                                                                                    |
| Chevauchement entre les interstate 40 et 75. Les numéros de sortie et les balises de distance suivent ceux de l'interstate 40. Distance de 17 miles (27 km). |                                                      |                                                      |                                                      |                                                                                          | |
| Knoxville | 101,89                                               | 163,98                                               | 385(102)                                             | I-40 est, I-640 nord (chevauchement avec I-75) – Knoxville Centre                        | Extrémité nord-est du chevauchement entre les interstates 40 et 75; Extrémité sud du chevauchement avec la I-640; Numéros de sortie et balises distance sont ceux de l'interstate 640 |
| Knoxville | 103,10                                               | 165,92                                               | 1(103)                                               | TN-62 (Western Ave.)                                                                     | |
| Knoxville | 104,74                                               | 168,56                                               | 3B(105)                                              | US-25W nord (Clinton Hwy.), Gap Rd. – Clinton, Knoxville, Powell                         | Sortie direction nord seulement |
| Knoxville | 105,22-105,42                                        | 169,34-169,66                                        | 3A107AB                                              | I-640 est, US-25W sud – Bristol, Tri-Cities, Asheville (NC) I-275 sud – Knoxville Centre | Extrémité nord du chevauchement avec l'interstate 640; Sortie 3A direction nord et 107A (direction sud, I-275) et 107B (direction est, I-640) direction sud                           |
| Knoxville | 106,35                                               | 171,15                                               | 108                                                  | Merchant Dr., Cedar Ln.                                                                  | Accès à la US-25W direction sud |
| Knoxville | 108,08                                               | 173,94                                               | 110                                                  | Callahan Dr., Dante School Rd., Central Avenue Pike                                      | |
| Knoxville | 109,82                                               | 176,74                                               | 112                                                  | TN-131 (Emory Rd.) – Powell                                                              | |
| | 114,65                                               | 184,51                                               | 117                                                  | TN-170 (Raccoon Valley Rd.)                                                              | Vers US-441 et US-25W; Entrée dans un territoire plus montagneux |
| Norris | 120,12                                               | 193,31                                               | 122                                                  | TN-61 – Norris, Clinton, Oak Ridge                                                       | |
| Rocky Top | 125,97                                               | 202,73                                               | 128                                                  | US-441 – Rocky Top                                                                       | |
| Rocky Top | 126,64                                               | 203,81                                               | 129                                                  | US-25W sud – Rocky Top, Clinton, Vasper                                                  | Extrémité sud du chevauchement avec la US-25W |
| Caryville | 132,32                                               | 212,95                                               | 134                                                  | US-25W nord, TN-63 est – Caryville, Vasper, Jacksboro, La Follette, Harrogate            | Extrémité nord du chevauchement avec la US-25W; Extrémité sud du chevauchement avec la TN-63                                                                                          |
| Caryville | 138,70                                               | 223,22                                               | 141                                                  | TN-63 ouest – Huntsville, Fairview, Oneida, Elgin                                        | Extrémité nord du chevauchement avec la TN-63 |
| Pioneer | 142,21                                               | 228,86                                               | 144                                                  | Stinking Creek Rd. – Pioneer, Royal Blue, Huntsville                                     | Vers TN-63 ouest en direction sud; Aucune sortie pour 12 miles (19 km) |
| Newcomb | 153,61                                               | 247,21                                               | 156                                                  | Rarity Mountain Rd. – Newcomb, Elk Valley, Chaska                                        | |
| Jellico | 158,14                                               | 254,50                                               | 160                                                  | US-25W – Jellico, Morley, La Follette                                                    | |
| Frontière Tennessee-Kentucky | 159,08                                               | 256,01                                               | I-75 nord – Williamsburg (KY), Lexington (KY)        | I-75 nord – Williamsburg (KY), Lexington (KY)                                            | Extrémité nord de l'interstate 75 au Tennessee; Suite au Kentucky |
| - Échangeur Incomplet - Chevauchement - Pont / Cours d'eau                                                                                                   |                                                      |                                                      |                                                      |                                                                                          | |

## Liste des villes traversées
- East Ridge
- Chattanooga
- Ooltewah
- Cleveland
- Prospect
- Hopewell
- Athens
- Sweetwater
- Philadelphia
- Loudon
- Lenoir City
- Farragut
- Knoxville
- Powell
- Norris
- Rocky Top
- Vasper
- Caryville
- Royal Blue
- Elk Valley
- Newcomb
- Jellico